# Poecilocloeus pervagatus
Poecilocloeus pervagatus är en insektsart som beskrevs av Marius Descamps 1976. Poecilocloeus pervagatus ingår i släktet Poecilocloeus och familjen gräshoppor. Inga underarter finns listade i Catalogue of Life.